# Kiáltványügy

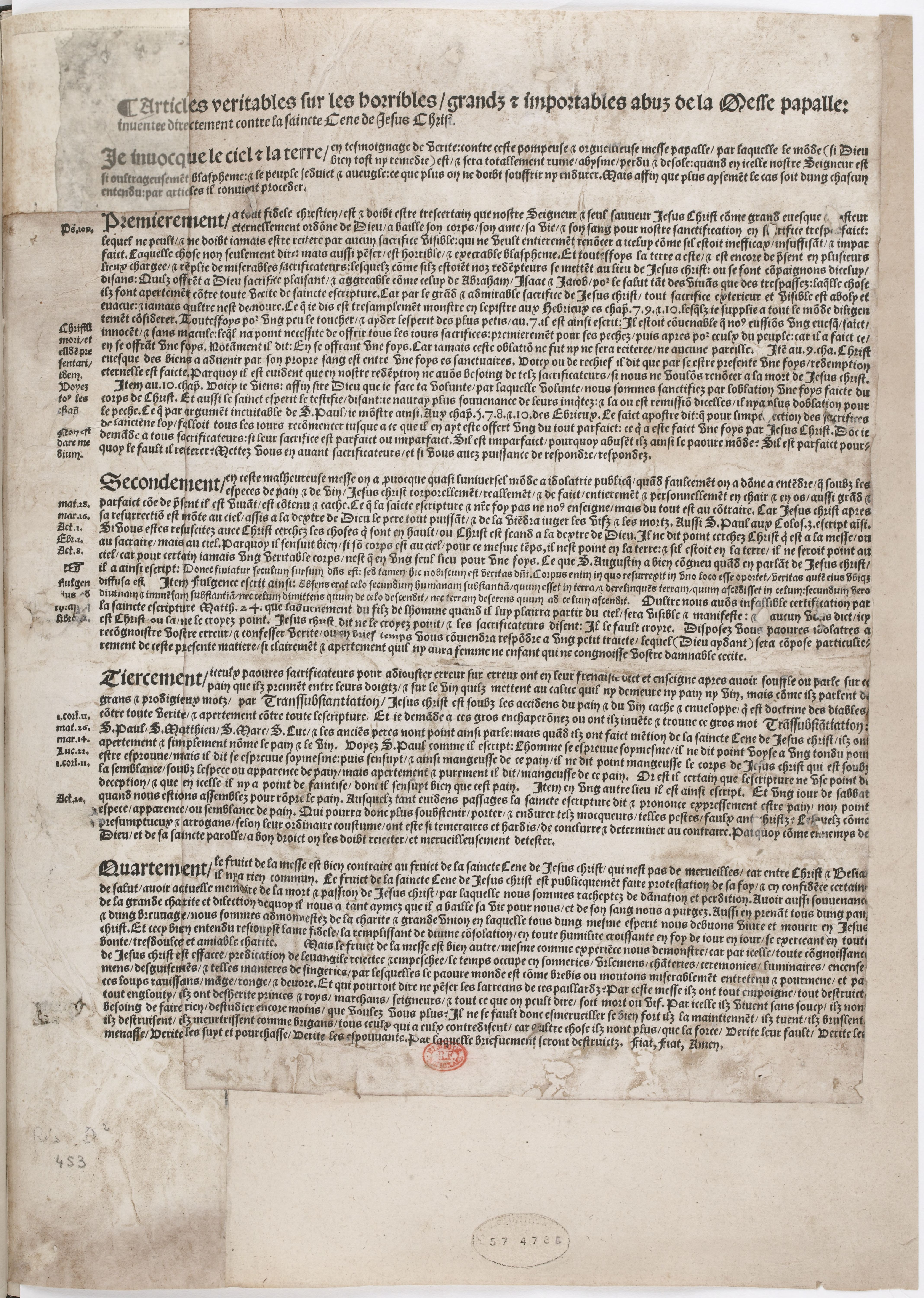
A kiáltvány egy példánya (Neuchâtel, 1534, a Francia Nemzeti Könyvtár gyűjteményéből)

Az 1534-es úgynevezett kiáltványügy vagy kiáltványaffér (franciául affaire des placards) a 16. századi franciaországi vallási konfliktusok kezdetét jelző esemény volt, melynek hatására I. Ferenc megkezdte a protestánsok üldözését.
1517-ben Luther Márton Wittenbergben elindította a reformáció folyamatát. A katolikus egyházzal szembeni ellenérzések hamarosan követőkre találtak a reneszánsz humanista szellemiségétől áthatott Európában, így Franciaországban is. 1534. október 18-ára virradóra Párizs, illetve több nagyváros (Blois, Tours, Orléans, Rouen) utcáin plakátok jelentek meg az alábbi címmel: „Igaz artikulusok a pápai mise szörnyűséges, nagy és elviselhetetlen visszaéléseiről, melyek homlokegyenest ellenkeznek a Miurunk, az egyetlen közvetítő és egyetlen megváltó Jézus Krisztus utolsó vacsorájával” (eredetiben: Articles véritables sur les horribles, grands et insupportables abus de la messe papale, inventée directement contre la Sainte Cène de notre Seigneur, seul médiateur et seul Sauveur Jésus-Christ).
A mérsékeltebb protestáns vezetők ellenezték a terjesztést, így pártfogójuk, Navarrai Margit, a király nővére, úgy hitte, hogy a plakátokat katolikusok készítették a protestánsok ellehetetlenítése érdekében.
Az Oltáriszentséget támadó pamflet, mely a pikárdiai származású Antoine Marcourt neuchâteli lelkész munkája volt,  október 18-án I. Ferenc francia király hálószobája ajtaján is megjelent amboise-i  kastélyában, ami a király személyére és hitére nézve egyaránt nyílt támadásnak minősült. Ferenc, aki addig igyekezett mérsékelt, toleráns politikát folytatni a protestánsokkal szemben, válaszul nyíltan megvallotta katolikus hitvallását, és bejelentette, hogy kipusztítja a mérget az országból. Többeket a Châtelet-be zártak, novemberben pedig több mint harmincöt lutheránust máglyára is juttattak.
Az eset komoly közfelháborodást váltott ki, így több jeles protestáns személyiség kénytelen volt elmenekülni. Köztük volt a Svájcba települő Kálvin János és a ferrarai udvarba menekülő Clément Marot költő is.